# ادريانو خوسيه دا سيلفا
ادريانو خوسيه دا سيلفا (بالبرتغالية: Adriano José da Silva‏) هو لاعب كرة قدم برازيلي، ولد في 25 سبتمبر 1974. لعب مع روت فايس أوبرهاوزن.

## وصلات خارجية
- ادريانو خوسيه دا سيلفا على موقع قاعدة بيانات كرة القدم.إي يو (الإنجليزية)
- ادريانو خوسيه دا سيلفا على موقع بيانات كرة القدم. دي إي (الألمانية)
- ادريانو خوسيه دا سيلفا على موقع عالم كرة القدم.نت (الإنجليزية)